# Eastmanosteus pustulosus
Eastmanosteus pustulosus — вид панцирних риб ряду Артродіри (Arthrodira). Це типовий вид роду. Був спочатку поміщений у рід Dinichthys. Це була
велика і широко поширена риба,  що мешкала у девонському періоді.  Численні скам'янілі рештки знайдено у США (Вісконсин, Айова, Мічиган, Нью-Йорк) і Польщі.